# 有愛必勝
《有愛必勝》（日語：愛は勝つ），是日本男性創作歌手KAN的第8張單曲。1990年9月1日發行。和KAN的代表作，日本流行音樂勵志歌曲中的經典作，是1991年度日本銷量第3名的單曲。

## 簡介
《有愛必勝》是KAN最著名的歌曲，KAN模仿他最尊敬的偶像——美國歌手比利·喬的《Uptown Girl》進行作曲，全曲四分音且轉音很多，因此現場表演時演唱很具難度，單曲也需要在錄音室多次錄音才得以完成。
它也是日本流行音樂經典的勵志歌曲，歌詞簡單易記，催人向上，風靡一時。歌曲標題《有愛必勝》是KAN一次由男性朋友討論戀愛話題時，那位朋友說的一句「沒關係，有愛必勝嘛」（大丈夫、愛は勝つよ）啟發了KAN。
《有愛必勝》在1990年7月25日發行的KAN的專輯《夢想是棒球選手。》中已經收錄，被用作富士電視台的綜藝節目而大熱。1990年9月1日再發行單曲CD。在Oricon公信榜上佔據週榜冠軍長達8個星期，連續兩個月成為月榜冠軍。總銷量突破200萬張，獲得日本唱片業協會的「2 Million」銷量認證。是1991年度日本單曲銷量第3名。
1991年年底，KAN憑著《有愛必勝》獲得第33回日本唱片大賞。還獲邀上第42回NHK紅白歌合戰上演唱，由於當年是奧地利音樂家沃夫岡·阿瑪迪斯·莫札特逝世（1791年）200週年，KAN帶著假髮化妝成莫扎特的樣子進行演出。

## 收錄曲目
1. 作詞、作曲：KAN；編曲：小林信吾、KAN
2. 作詞、作曲：KAN；編曲：佐藤準
3. （Original Karaoke）

## 翻唱
香港歌手張學友曾經用粵語翻唱過這首歌，名為《壯志驕陽》，收录在於1991年發行的专辑《一顆不變心》中，也屬於一首勵志歌曲。之后又翻唱了一首國語版本名為《擁抱陽光》，收錄在於1993年發行的專輯《吻别》中。而台灣男子音樂組合四大天王成員歐漢聲也翻唱了一首國語版本名為《我在你左右》，收錄在四大天王於1998年發行的專輯《甜蜜蜜》中。
另外，香港地鐵（現港鐵）曾經改編了此曲，在車站內的電視終端播放，作為安全乘車宣傳運動的一部分。
日本曾翻唱此曲並發行的歌手包括市川由衣、KAN同公司的後輩℃-ute與真野惠里菜（合唱）、淺沼晉太郎、福山潤、山崎育三郎等。

## 應用
- 2002年，三井住友海上火災保險（日语：三井住友海上火災保険）汽車保險廣告歌。
- 2009年，三菱日聯銀行廣告歌。[5]
- 2011年東日本大震災後，KAN所屬的Up-Front集團舉辦了一個重建支援項目（加油日本 有愛必勝），其中該集團旗下逾百名日本藝人包括KAN本人士合唱此歌籌款。[6][7]
- 2013年，Panasonic（日本）廣告歌，由女演員石塚楓（日语：石塚かえで）翻唱。[8]
- 2017年起，公益財團法人日本財團（日语：日本財団）廣告歌，分別有新山詩織[9]等不同翻唱版本。

## 外部連結
- YouTube上的日語版：愛は勝つ
- YouTube上的粵語版：壯志驕陽
- YouTube上的國語版：擁抱陽光